# 杨军生
杨军生（1972年9月—），河北灵寿人，汉族，中国共产党党员。中华人民共和国政治人物。中国人民公安大学警察管理专业本科毕业，中共中央党校全日制博士研究生学历，先后获得法学学士、法学硕士、经济学博士学位。曾任葫芦岛市人民政府市长，现任中共葫芦岛市委书记、市人大常委会主任。